# کنیدوس
کنیدوس (به یونانی: Κνίδος) یا کنید (به فرانسوی: Cnide) یکی از شهرهای یونانی‌نشین باستان در منطقهٔ کاریا -در ترکیهٔ کنونی- و زیر فرمان دوری‌ها بود.
شهر به دست مجلسی از نجیب‌زادگان که شمارشان به شصت‌تن می‌رسید اداره‌می‌شد. در هنگام پیشروی کورش بزرگ در آسیای کوچک این شهر در برابر او تسلیم‌شد. در آینده رومیان بر آن دست‌یازیدند. چنین برمی‌آید که تا زمان فرمانروایی روم شرقی بر این سرزمین، کنیدوس همچنان ساکنانی داشته‌است.
کتزیاس و اودوکسوس کنیدوسی از این شهر برخاستند.